# Smithers (Virginia Occidentale)
Smithers è un comune degli Stati Uniti d'America, tra le contee di Fayette e Kanawha nello Stato della Virginia Occidentale.